# Mayerling (film, 1936)
Pour les articles homonymes, voir Mayerling (homonymie).
Pour plus de détails, voir Fiche technique et Distribution.
Mayerling  est un film français réalisé par Anatole Litvak, sorti en 1936, et consacré au drame de Mayerling dont il est une évocation très romancée.

## Synopsis
En 1889 dans l'empire austro-hongrois, l’archiduc Rodolphe d'Autriche aime d’un amour sans espoir la jeune Marie Vetsera. Dans l'impossibilité de divorcer et sous la menace de son père l’empereur François-Joseph Ier d'Autriche qui veut les séparer en condamnant Marie au couvent, Rodolphe décide de mettre fin à ses jours en compagnie de sa maîtresse, à Mayerling.

## Fiche technique
- Titre : Mayerling
- Réalisation : Anatole Litvak, assisté de René Montis
- Scénario : Marcel Achard, Joseph Kessel et Irma von Cube d'après le roman de Claude Anet
- Production : Seymour Nebenzal pour Nero-film
- Photographie : Armand Thirard et Jean Isnard
- Montage : Henri Rust
- Musique : Arthur Honegger et Hans May
- Direction artistique : Andrej Andrejew
- Costumes : Georges Annenkov
- Pays d'origine :  France
- Langue : français
- Format : Noir et blanc - Son : Mono (RCA Photophone)
- Genre : Drame historique
- Durée : 96 minutes
- Date de sortie : 
  - France : 31 janvier 1936
  - États-Unis : 13 septembre 1937